# Emanuelle Silva
Emanuelle Silva Santibáñez (Santiago, 23 de febrero de 1993) es un patinador de velocidad chileno.
Fue campeón del mundo a nivel juvenil en su disciplina en 2011.A nivel adulto, ha participado en los Juegos Panamericanos, ganando la medalla de oro en los 200 m contrarreloj en la edición de 2015, y en 2023, donde venció al campeón mundial Andrés Jiménez. 
Silva también ha participado en los Juegos Bolivarianos y en los Juegos Mundiales de 2017 en la competencia de patinaje de velocidad en ruta, sin ganar ninguna medalla. En 2022 participó en los Juegos Sudamericanos 2022 en la competencia de deportes sobre ruedas, obteniendo la medalla de oro en la prueba de 200 metros masculino.Ese mismo año participó en los Juegos Bolivarianos en Valledupar, obteniendo medallas de bronce en las categorías 200 m y 400 m masculino.
En 2023, consiguió la medalla de oro en el Campeonato Mundial de Patinaje de Montecchio Maggiore.